# Seleção Russa de Handebol Masculino
A seleção russa de handebol masculino é uma equipe europeia composta pelos melhores jogadores de handebol da Rússia. A equipe é mantida pela União Russa de Handebol (em russo, Союза гандболистов Россия). Encontra-se na 4ª posição do ranking mundial da IHF.

## Títulos
- Jogos Olímpicos (1): 2000
- Campeonato Mundial (2): 1993 e 1997
- Campeonato Europeu (1): 1996

## Elenco atual
Convocados para integrar a seleção russa de handebol masculino no Campeonato Europeu de 2012: